# جوبری
جوبری (به لاتین: Juberri) یک روستا در آندورا با جمعیت ۱۸۳ نفر است که در سنت حولیا ده لوریا واقع شده‌است.